# 바라만 본다
바라만 본다(Always Behind You)는 한국에서 제작된 양익준 감독의 2005년 드라마, 멜로/로맨스 영화이다. 양익준 등이 주연으로 출연하였다.

## 출연

### 주연
- 양익준
- 신윤주
- 홍승일
- 오정세

## 제작진
- 조명: 김영룡
- 녹음: 이동환